# Agama osadní
Agama osadní (Agama agama) je pestře zbarvená agama žijící téměř v celé Africe poblíž lidských obydlí.

## Popis
Sameček připravený k páření je modrý s červenou hlavou. Samičky mají hnědé tělo a naoranžovělou hlavu. Jsou velmi aktivní a měří asi 30–40 cm.

## Rozšíření
Agama osadní se hojně vyskytuje v suchých oblastech střední a jižní Afriky, hlavně kolem lidských obydlí. Žije na zemi a na stěnách a soustřeďuje se v koloniích tvořených jedním dominantním samcem, několika samicemi a jejich mláďaty.

## Potrava
Potrava agamy osadní je převážně hmyz jako například šváby a cvrčky, ale i moučné červy a zavíječe voskové.

## Chov
Agamy potřebují znatelné teplotní rozdíly mezi dnem a nocí. Teplota dne okolo 28 °C v noci okolo 19 °C. Měly by mít stepní terárium s miskou vody. Terárium potřebují velké alespoň 2 × 2 × 1 metr (délka x šířka x výška) - pro 1,3 nebo 1,4. Neměly by chybět úkryty. Agamy jsou jinak v celku nenáročné, až na to, že se málokomu podaří odchovat mladé v zajetí. Většina jich je dovezených z Afriky a mohou trpět roztoči či červy, a proto se musí po nákupu zanalyzovat trus a případně odčervit.

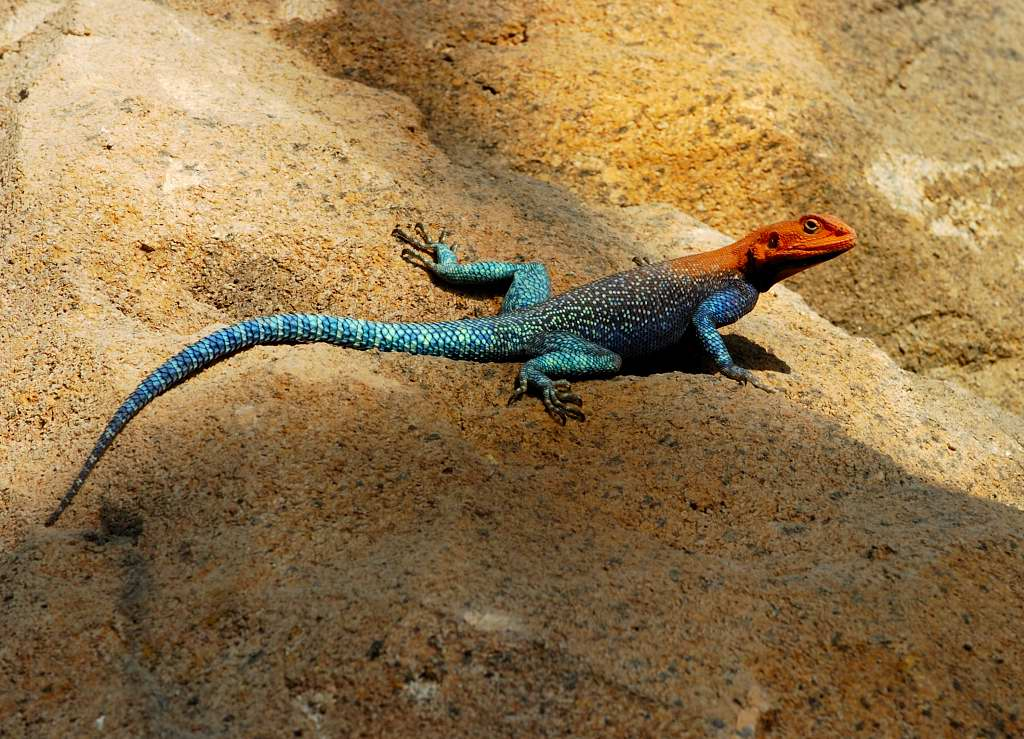
Agama osadní
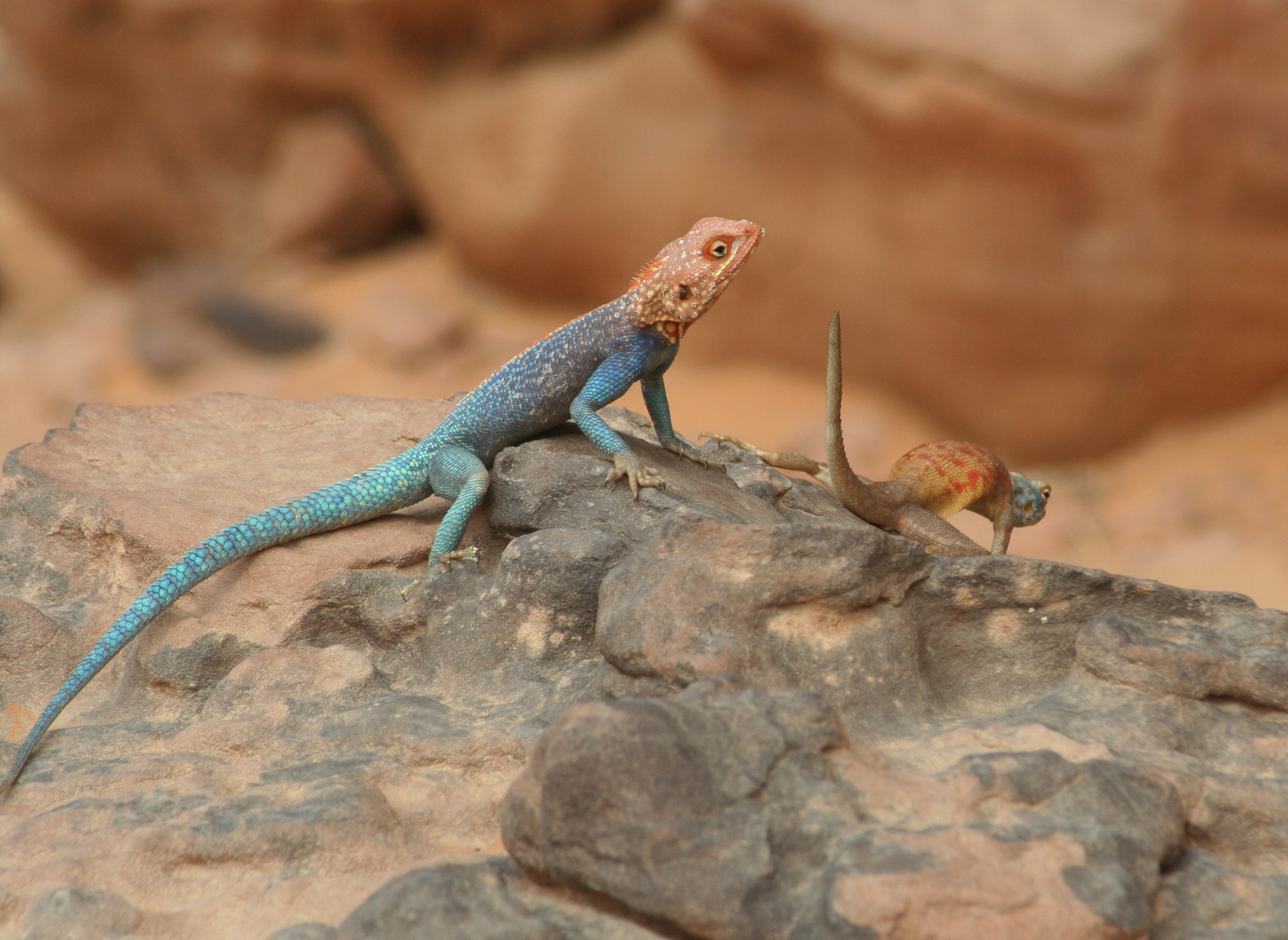
Pár agam osadních
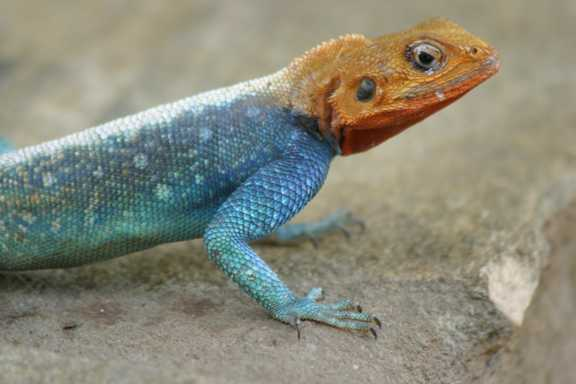
Agama osadní - detail